# Feldstudie
Eine Feldstudie (auch: Freilandstudie) ist eine systematische wissenschaftliche Beobachtung unter natürlichen Bedingungen, also außerhalb des Labors im Biotop des beobachteten Objekts. Sie kann rein beobachtend und beschreibend sein, sie kann dazu dienen, bei Laborstudien gewonnene Resultate zu überprüfen und/oder kombiniert sein mit manipulativen Experimentreihen. Im Gegensatz zum Feldexperiment wird hierbei bewusst auf die Manipulation der unabhängigen Variablen verzichtet.

## Geschichte
Wichtige historische Untersuchungen unter anderem in Medizin und Biologie sind fast immer Feldstudien, weil moderne Labor- und Studienstandards erst seit den letzten Jahrzehnten allgemein angewandt werden. Die Relevanz der Ergebnisse war und ist am meisten von der Fragestellung, Durchführung und Interpretation bestimmt.

## Überlegungen zu einer Studie
- Eine Feldstudie sollte ein spezifisches, relevantes Ziel haben, darüber wird eine erste Hypothese formuliert.
- Vorhandene Untersuchungen mit ähnlichen Themen und Fragestellungen müssen berücksichtigt werden.
- Alle Überlegungen, besonders die Auswahl der Feldstudienobjekte (Probanden), müssen genau dokumentiert werden. (Repräsentativität)
- Die durchgeführte Methodik, Behandlung und Bewertung muss komplett dokumentiert werden.
- Beeinflussung durch die Feldstudienobjekte oder den Untersucher sollten vermieden werden. Hierbei kann man sowohl den Untersucher als auch den Studienteilnehmer über verschiedene Aspekte im Unklaren lassen. Siehe: Verblindung
- Follow up bezeichnet Untersuchungen der Probanden oder Datenerhebung nach vorläufiger Beendigung der Studie.
- Am Ende einer Feldstudie steht immer die genaue Analyse der Ergebnisse. Heutzutage wird die Signifikanz dabei meistens auf 5 % gestellt.

## Fachgebiete, in denen häufig Feldstudien eingesetzt werden
- Klimatologie
- Materialkunde
- Populationsökologie
- Psychologie
- Reproduktionsbiologie
- Verhaltensbiologie

## Beispiele bekannter Feldstudien
- Beobachtungen von Jane Goodall an Schimpansen
- Dian Fosseys Beobachtungen an Gorillas